# Radica y Doodica
Radica y Doodica  (Orissa, India, 1888-1903) fueron unas siamesas indias, que fueron exhibidas en Occidente en espectáculos de rarezas a finales del siglo XIX y exitosamente separadas en 1902, pero murieron pronto de tuberculosis.

## Vida
Radica y Doodica eran, al igual que Chang y Eng, siamesas xifópagas: unidas cara a cara solo por una banda cartilaginosa que iba del final del esternón a casi el ombligo. Los supersticiosos vecinos vieron su nacimiento como una señal de enfado de los dioses y decidieron expulsar a la familia de la aldea. Su padre, angustiado, decidió separarlas con sus propias manos, pero funcionarios locales se las arrebataron y llevaron a un templo local, al cuidado de los sadhúes, que las llamaron Radica y Doodica. En 1893 su padre las vendió al showman londinense Capitán Colman, que las exhibió por Europa junto a un enano proporcionado, Peter el Pequeño. Se afirma que Colman actuó como un padre adoptivo y no solo como promotor. El matrimonio Colman las educó y enseñó a bailar y tocar la pandereta y ellas parecían felices, hasta que Doodica enfermó de tuberculosis.

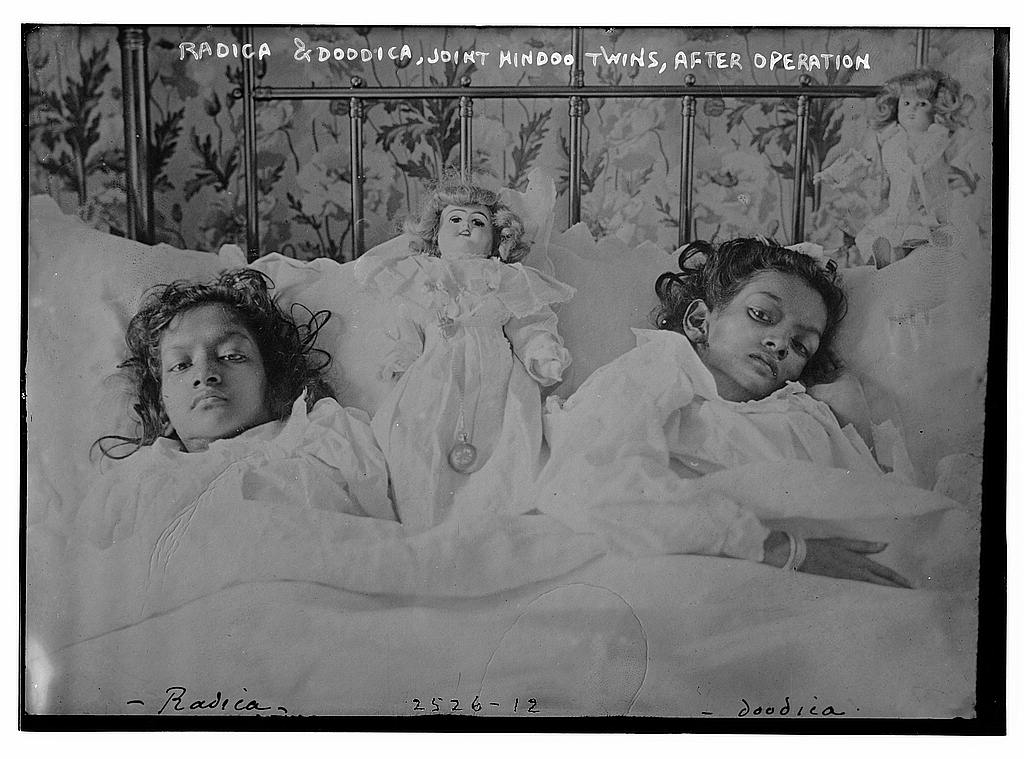
Las siamesas fotografiadas después de la operación, 1902.

## La separación de Radica y Doodica
Cuando a principios de 1902 las siamesas llegaron a París con el circo Barnum & Bailey la condición de Doodica empeoró y fue hospitalizada muy grave con peritonitis tuberculosa. En un intento de salvar a Radica, se decidió separarlas. El doctor Eugene-Louis Doyen (1859-1916) realizó la pionera operación el 9 de febrero de 1902 y la exitosa intervención fue filmada. La imagen de las hermanas en cama tras la intervención, con una de sus muñecas de porcelana simbólicamente entre ellas, dio la vuelta al mundo. Sin embargo, Doodica murió el 16 de febrero. El doctor Doyen, para dejar claro que había muerto por su enfermedad previa y no por complicaciones de la operación, le realizó una autopsia pública a la niña, que pesaba doce kilos menos que su hermana. Fue enterrada en Bagneux. Pero Radica también había contraído tuberculosis y permaneció convaleciente y sola en un sanatorio cerca de Menton hasta su fallecimiento un año después, en marzo de 1903.

## El cortometraje
El doctor Doyen presentó el cortometraje filmado para divulgación científica en un Congreso de Cirugía en Berlín el 4 de abril de 1902. Imprudentemente, el 26 de abril confió una copia a un empresario para que la presentara en Viena en una reunión de médicos austríacos pero acabó presentada ante público profano y se sacaron algunas copias ilegales. Al contrario que la mayoría de los cortometrajes de operaciones quirúrgicas filmados en la época, este sobrevivió y en 1937 el hijo del doctor, Roger Doyen, lo donó al Instituto de Cinematografía Científica (ICS). Su última proyección seria fue el 21 de octubre de 1995 durante una jornada de "Cine y Medicina" organizada por la Escuela de Medicina (École de Médicine). En cambio, las copias ilegales fueron durante décadas proyectadas en los cines grindhouse estadounidenses.